# 崔采
崔采（1917年—2006年），男，朝鲜族，上海人，中华人民共和国政治人物，曾任吉林省政协副主席，吉林省人大常委会副主任，第三、四届全国政协委员。

## 生平
1932年加入中国共产主义青年团。曾任八路军朝鲜义勇队总部宣传干事。1945年加入中国共产党。后任哈尔滨卫戍司令部教导大队教导员、吉林军区某团副政委、《延边日报》社社长。
中华人民共和国成立后，历任中央人民政府民族事务委员会委员、延边朝鲜族自治区人民政府副主席，中共吉林省委统战部副部长，吉林省第二至四届政协副主席、吉林省第六届人大常委会副主任。1985年离休。